# Municipio de Raisin
El municipio de Raisin (en inglés: Raisin Township) es un municipio ubicado en el condado de Lenawee en el estado estadounidense de Míchigan. En el año 2010 tenía una población de 7559 habitantes y una densidad poblacional de 79,92 personas por km².

## Geografía
El municipio de Raisin se encuentra ubicado en las coordenadas 41°56′49″N 83°56′40″O / 41.94694, -83.94444. Según la Oficina del Censo de los Estados Unidos, el municipio tiene una superficie total de 94.59 km², de la cual 93.57 km² corresponden a tierra firme y (1.07%) 1.01 km² es agua.

## Demografía
Según el censo de 2010, había 7559 personas residiendo en el municipio de Raisin. La densidad de población era de 79,92 hab./km². De los 7559 habitantes, el municipio de Raisin estaba compuesto por el 95.04% blancos, el 0.71% eran afroamericanos, el 0.44% eran amerindios, el 0.56% eran asiáticos, el 0.03% eran isleños del Pacífico, el 1.39% eran de otras razas y el 1.84% pertenecían a dos o más razas. Del total de la población el 5.34% eran hispanos o latinos de cualquier raza.